# Siti Munirah Jusoh
Siti Munirah Jusoh, née le 25 mai 1987 à Terengganu, est une joueuse professionnelle de squash représentant la Malaisie. Elle atteint en octobre 2012 la 33e place mondiale sur le circuit international, son meilleur classement.